# El Corazón
El Corazón è il settimo album in studio del cantautore statunitense Steve Earle, pubblicato nel 1997.

## Tracce
Testi e musiche di Steve Earle.
1. Christmas in Washington – 4:58
2. Taneytown – 5:13 (con Emmylou Harris)
3. If You Fall – 4:10
4. I Still Carry You Around – 2:45 (con Del McCoury Band)
5. Telephone Road – 3:42 (con The Fairfield Four)
6. Somewhere Out There – 3:46
7. You Know the Rest – 2:12
8. N.Y.C. – 3:37 (con Supersuckers)
9. Poison Lovers – 3:47 (con Siobhan Kennedy)
10. The Other Side of Town – 4:17
11. Here I Am – 2:38
12. Fort Worth Blues – 4:02